# Atalante (Q162)
| «Аталанте»                                                                  | «Аталанте»                                                                                              | «Аталанте»                                                                                              |
| --------------------------------------------------------------------------- | --- | --- |
| Atalante (Q162)                                                             | | |
|                                                                             | | |
| Схематичне зображення французького підводного човна типу «Аргонот»          | | |
| Верф                                                                        | Chantiers Schneider et Cie, Шалон-сюр-Сон                                                               | Chantiers Schneider et Cie, Шалон-сюр-Сон                                                               |
| Під прапором                                                                | Франція · Режим Віші                                                                                    | Франція · Режим Віші                                                                                    |
| Належність                                                                  | Військово-морські сили Франції · Режим Віші                                                             | Військово-морські сили Франції · Режим Віші                                                             |
| Порт приписки                                                               | Тулон                                                                                                   | Тулон                                                                                                   |
| Замовлення                                                                  | 9 січня 1928                                                                                            | 9 січня 1928                                                                                            |
| Закладений                                                                  | 17 серпня 1928                                                                                          | 17 серпня 1928                                                                                          |
| Спуск на воду                                                               | 5 серпня 1930                                                                                           | 5 серпня 1930                                                                                           |
| Введений до складу флоту                                                    | 18 вересня 1934                                                                                         | 18 вересня 1934                                                                                         |
| Виведений зі складу флоту                                                   | у 1944 році виведений зі складу флоту                                                                   | у 1944 році виведений зі складу флоту                                                                   |
| На службі                                                                   | 1934—1944                                                                                               | 1934—1944                                                                                               |
| Сучасний статус                                                             | у березні 1946 року проданий на металобрухт                                                             | у березні 1946 року проданий на металобрухт                                                             |
| Бойовий досвід                                                              | Друга світова війна Битва на Середземному морі                                                          | Друга світова війна Битва на Середземному морі                                                          |
| Проєкт                                                                      | | |
| Тип ПЧ                                                                      | прибережний підводний човен                                                                             | прибережний підводний човен                                                                             |
| Основні характеристики                                                      | | |
| Швидкість (надводна)                                                        | 17,5 вузлів (32,4 км/год)                                                                               | 17,5 вузлів (32,4 км/год)                                                                               |
| Швидкість (підводна)                                                        | 9 вузлів (17 км/год)                                                                                    | 9 вузлів (17 км/год)                                                                                    |
| Робоча глибина занурення                                                    | 75 м | 75 м |
| Гранична глибина занурення                                                  | 80 м | 80 м |
| Дальність плавання                                                          | 4000 миль (7400 км) на швидкості 10 вузлів (надводна) 82 милі (152 км) на швидкості 5 вузлів (підводна) | 4000 миль (7400 км) на швидкості 10 вузлів (надводна) 82 милі (152 км) на швидкості 5 вузлів (підводна) |
| Автономність плавання                                                       | 30 діб                                                                                                  | 30 діб                                                                                                  |
| Екіпаж                                                                      | 41 офіцер та матрос                                                                                     | 41 офіцер та матрос                                                                                     |
| Розміри                                                                     | | |
| Довжина найбільша (по КВЛ)                                                  | 63,4 м                                                                                                  | 63,4 м                                                                                                  |
| Ширина корпусу найб.                                                        | 6,4 м                                                                                                   | 6,4 м                                                                                                   |
| Середня осадка (по КВЛ)                                                     | 4,24 м                                                                                                  | 4,24 м                                                                                                  |
| Водотоннажність надводна                                                    | 630 т                                                                                                   | 630 т                                                                                                   |
| Водотоннажність підводна                                                    | 798 т                                                                                                   | 798 т                                                                                                   |
| Силова установка                                                            | | |
| Дизель-електрична: 2 × дизельних двигуни Schneider-Carel 2 × електродвигуни | | |
| Гвинти                                                                      | 2 | 2 |
| Потужність                                                                  | 1300 к.с. (дизелі) 1000 к. с. (електродвигуни)                                                          | 1300 к.с. (дизелі) 1000 к. с. (електродвигуни)                                                          |
| Озброєння                                                                   | | |
| Артилерія                                                                   | 1 × 75-мм гармата modèle 1897                                                                           | 1 × 75-мм гармата modèle 1897                                                                           |
| Торпедно- мінне озброєння                                                   | 6 × 550-мм торпедних апаратів 2 × 400-мм ТА 13 торпед                                                   | 6 × 550-мм торпедних апаратів 2 × 400-мм ТА 13 торпед                                                   |
| ППО                                                                         | 1 × 13,2-мм великокаліберний кулемет M1929                                                              | 1 × 13,2-мм великокаліберний кулемет M1929                                                              |

«Аталанте» (фр. Atalante (Q162) — військовий корабель, дизель-електричний прибережний підводний човен 600-тонної серії типу «Аргонот», ВМС Франції за часів Другої світової війни. «Аталанте» був закладений 17 серпня 1928 року на верфі компанії Chantiers Schneider et Cie у Шалон-сюр-Соні. 5 серпня 1930 року він був спущений на воду, а 18 вересня 1934 року увійшов до складу ВМС Франції.

## Історія служби
Коли 1 вересня 1939 року з вторгненням Німеччини в Польщу почалася Друга світова війна, «Аталанте» входив до 17-ї дивізії підводних човнів — частини 6-ї ескадри підводних човнів — разом із підводними човнами «Аретуз», «Султан» і «Ла Вестале», що базувалися в Тулоні. 3 вересня 1939 року Франція вступила у війну на боці союзників.
10 травня 1940 року почалася битва за Францію, а 10 червня 1940 року Італія оголосила війну Франції та приєдналася до вторгнення. Битва за Францію завершилася поразкою Франції та підписанням 22 червня 1940 року перемир'я з Німеччиною та Італією. «Аталанте» був серед дев'яти підводних човнів, які мали відправитися з Тулона 18 червня 1940 року у французьку Північну Африку, але вихід так і не відбувся, і всі дев'ять підводних човнів залишилися в Тулоні.
Після перемир'я в червні 1940 року «Аталанте» служив у військово-морських силах Франції Віші. 9 грудня 1940 року 17-та дивізія підводних човнів — тепер скорочена до «Аретуз», «Султан» і «Ла Вестале» — вирушила з Тулона разом із підводним човном «Аркімед» і військовим шлюпом типу «Елан» «Командант Борі», який прямував до Касабланки у Французькому Марокко. З Касабланки 17-та дивізія підводних човнів вирушила до Дакара в Сенегалі. «Аталанте» приєднався до них пізніше.
Під час перебування в Дакарі, «Аталанте» і «Ла Вестале» дістали пошкодження дизельних двигунів, які не могли бути відремонтовані у Французькій Західній Африці. Тому, 22 серпня 1941 року обидва підводні човни вирушили з Дакара, прямуючи до південної частини Французького Марокко, де «Аталанте» зупинилася в Агадірі з 23 по 29 серпня 1941 року перед зустріччю з «Вестале» в Сафі 30 серпня. 31 серпня 1941 року дві субмарини прибули до Касабланки.
У складі 17-ї дивізії підводних човнів «Аталанте» згодом патрулював в Атлантичному океані. 4 березня 1942 року чотири підводні човни 17-ї дивізії підводних човнів вирушили з Касабланки в Тулон, де вони мали пройти модернізацію. Після завершення робіт на всіх чотирьох підводних човнах 17-та дивізія підводних човнів вирушила з Тулона 30 вересня 1942 року, щоб повернутися до Касабланки.
8 листопада 1942 року війська союзників висадилися у французькій Північній Африці в ході операції «Смолоскип». Бойові дії між союзниками та французькими військами Віші завершилися 11 листопада 1942 року.
Після припинення бойових дій між союзними та французькими силами у Французькій Північній Африці, французькі сили в Африці, включаючи «Аталанте», приєдналися до сил Вільної Франції. До середини листопада 1942 року «Аталанте» був частиною Вільних французьких військово-морських сил і перебував на базі підводних човнів в Орані в Алжирі разом з підводним човном «Орфе».
До листопада 1943 року «Аталанте» і підводні човни «Амфітріт», «Ле Глор'є» і «Марсун» склали марокканську підводну групу, з дислокацією в Касабланці.
У травні 1944 року «Аталанте» був списаний в Орані. У серпні 1945 року він дислокувався в Ла-Паліс. 23 березня 1946 року його виключили зі списку військово-морського флоту і 26 березня 1946 року списали на брухт.